# Rue Dupin
Pour les articles homonymes, voir Dupin.
La rue Dupin est une rue située dans le 6e arrondissement de Paris.

## Situation et accès
La rue est une voie parisienne allant de la rue de Sèvres à la rue du Cherche-Midi ; elle mesure 144 mètres de long, et sa largeur est de 12 mètres.
Elle est proche de la station de métro Sèvres - Babylone.

## Origine du nom

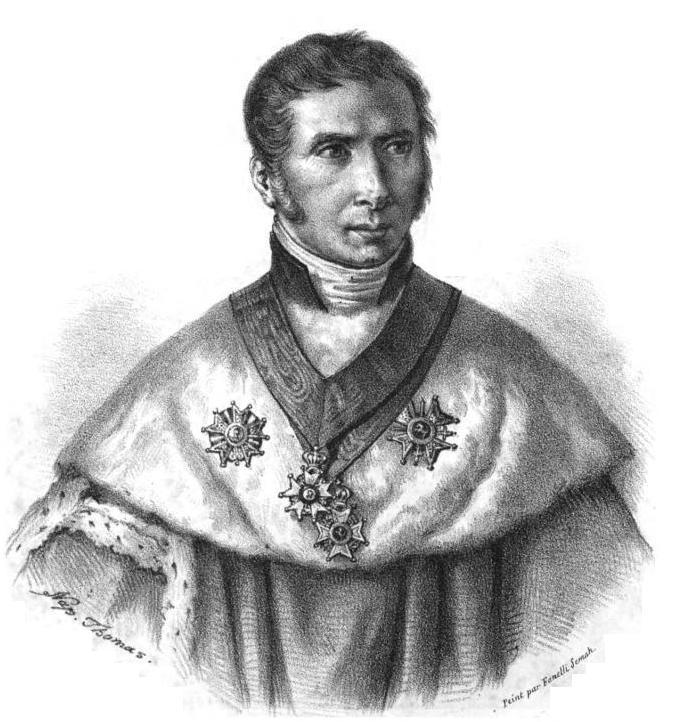
André Dupin.

Elle tient son nom d'André Dupin (1783-1865), avocat et homme politique français. Il a été proposé en 1890 par des militants républicains démocrates de renommer la rue en rue Gabriel Robinet, mais l'initiative n'a pas été suivie.

## Historique
Cette voie existait en 1625. Elle s'appelle initialement « rue du Baril-Neuf » (nom tiré d'une enseigne), puis « petite rue du Bac ». En 1864, elle prend le nom d'André Dupin.
Concernant son ancien nom « du Bac », cela a pour origine le fait que cette voie faisait partie, avec les rues Notre-Dame-des-Champs, Saint-Placide et du Bac, du chemin qui par le passé conduisait à un bac installé sur la Seine.
En 1961, l’îlot compris entre la rue Dupin et la rue Saint-Placide a fait l’objet d’un plan global de rénovation.

## Bâtiments remarquables et lieux de mémoire
- Au no 1 se trouve le cours Montaigne, un établissement scolaire privé hors contrat fondé en 1944[4].
- Au n°5 se trouvait jadis un bureau de poste, qui a donné son titre à un livre d'entretien appelé Le Bureau de poste de la rue Dupin. Et autres entretiens entre Marguerite Duras et François Mitterrand[5]. Robert Antelme et Duras ont vécu dans l'appartement à l'étage[6]. Mitterrand et Duras, qui devaient avoir rendez-vous dans cet appartement au printemps 1944, évitent de justesse une arrestation par la Gestapo[7].
- Au no 14 est installée une plaque commémorative qui rend hommage à Dominique Denis, mort en déportation en 1944.
- Au no 15 a vécu Michel de Saint Pierre[8].
- Au no 19, l'historien de Paris Jacques Hillairet note la présence, dans les années 1960, d'une maison particulièrement ancienne[1]. Un immeuble moderne a depuis pris sa place.

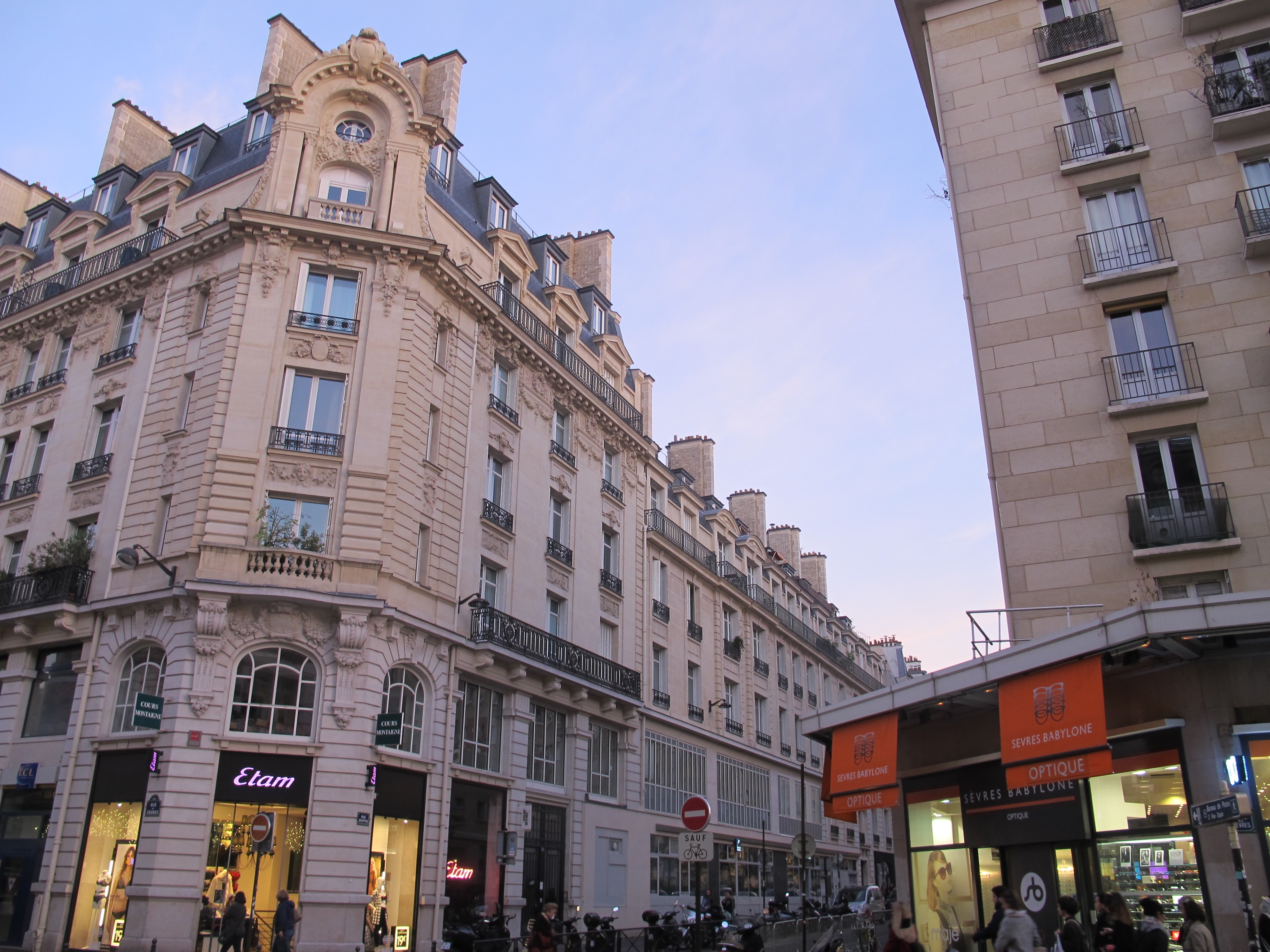
Vue depuis la rue de Sèvres.
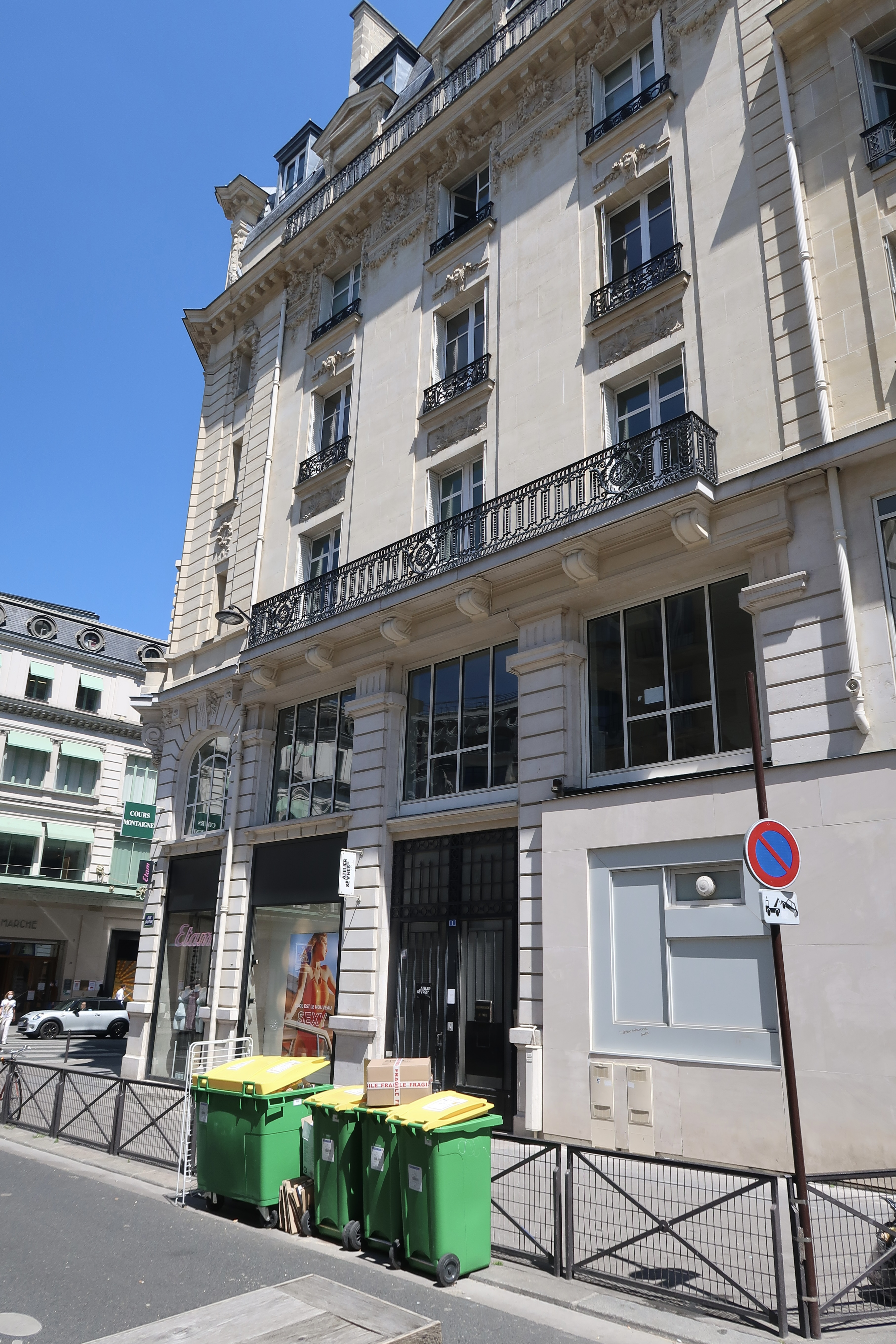
No 1.
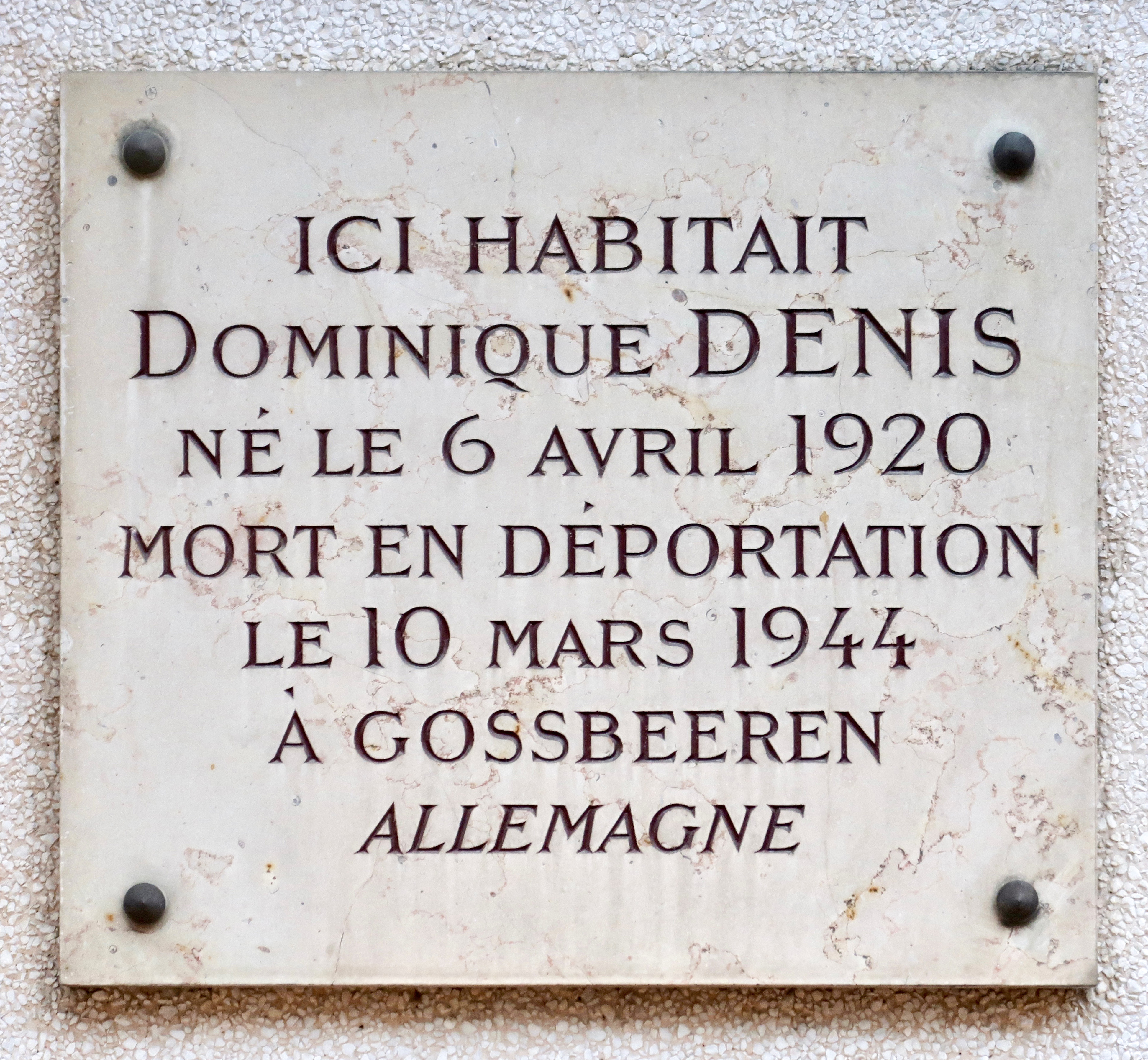
Plaque au no 14.

## Littérature
Albert Cohen fait allusion à la rue Dupin dans ses Carnets 1978 (10 mars), lui attribuant les qualificatifs de « grâce et familiarité ».